# 蘇埃羅科查山 (卡哈坦博區)
10°23′10″S 76°51′20″W / 10.38611°S 76.85556°W
蘇埃羅科查山（Suerococha），是秘魯的山峰，位於該國中南部利馬大區，由卡哈坦博省的卡哈坦博區負責管轄，屬於瓦伊瓦什山脈的一部分，海拔高度5,000米。